# Beltane
Beltane, Bealtaine (irl. Lá Bealtaine, wym. [l̪ˠaː ˈbʲal̪ˠt̪ˠənʲə]; gael. Là Bealltainn, wym. [l̪ˠa: ˈpjaul̪ˠt̪ˠɪɲ]) – święto celtyckie rozpoczynające lato, znane też jako „ognie Belenosa” albo Cethsamhain – „przeciw Samhain”. Związane było ze zmianą pór roku, wyznaczając zarazem jego półroczny przedział.   
Przypadało ono w nocy z 30 kwietnia na 1 maja – wygaszano wówczas w domach paleniska i rozpalano je ponownie od nowego ognia wzniecanego przez druidów. Bydło domowe przepędzano z pastwisk zimowych na wyżej położone, dla wypasu na świeżych trawach wiosennych. Wśród zaklęć przepędzano je także pomiędzy dwoma ogniskami, co na nowy rok miało je uchronić przed nieszczęściami i chorobami; wśród irlandzkich wieśniaków zwyczaj ten utrzymał się do czasów współczesnych.
Obecnie święto obchodzone jest jako Beltane Fire Festival.
Ważną postacią części celtyckiego rytuału Beltane poświęconego urodzajności było uroczyste palenie wielkiej kukły zwanej wicker man (wiklinowiec).
W religii wicca oraz niektórych nurtach neopogańskich Beltane jest jednym z tzw. sabatów większych.